# 內雷茹鄉
45°43′N 26°43′E / 45.717°N 26.717°E
內雷茹鄉（羅馬尼亞語：Comuna Nereju, Vrancea），是羅馬尼亞的鄉份，位於該國東部，由弗朗恰縣負責管轄，面積184平方公里，海拔高度589米，2002年人口4,444，人口密度每平方公里24人。